# Repórter África
O Repórter África é o telejornal da RTP África que vai para o ar todos os dias às 14h20 e às 19h30 UTC+0, cobrindo uma variedade de notícias referentes ao continente, com foco nos países lusófonos africanos, não apenas os mais populosos mas também Guiné-Bissau e São Tomé e Príncipe. É apresentado, alternadamente, por João Rosário e Pedro Martins. É emitido em direto na RTP África, a partir de Lisboa e em diferido na RTP2, RTP3 e na RTP Madeira.

## Edições
O Repórter África é emitido em duas edições diárias.
- Repórter África - 1.ª edição[7]
- Repórter África - 2.ª edição[8]